# Кратей Македонски
Кратей (на старогръцки: Κρατεύας) e цар на Древна Македония през 399 г. пр. Хр. след Архелай I.
Той е паж на Архелай I и го убива през 399 г. пр. Хр. по време на лов (или при заговор). Той се възкачва на трона. След няколко дни или месеца Орест, синът на Архелай I, смъква Кратер и се качва на престола.
Диодор казва, че Кратей убива Архелай I без да иска по време на лов. Според Аристотел Архелай I първо обещал на Кратей за жена една от двете си дъщери. Най-голямата той обаче омъжва за Сирас, царят на Елимая, заради един мирен договор, и малката с неговия син Аминта. Това неостояване на дадената дума, кара Кратей да убие Архелай. Според друга версия, също от Аристотел, негови съучастници са Декамних и Хеленократ от Лариса, и Кратей го убива за отмъщение, понеже той го похитил сексуално.